# Anatemnus tonkinensis
Anatemnus tonkinensis är en spindeldjursart som beskrevs av Beier 1943. Anatemnus tonkinensis ingår i släktet Anatemnus och familjen Atemnidae. Inga underarter finns listade i Catalogue of Life.